# City of Port Adelaide Enfield
City of Port Adelaide Enfield is een Local Government Area (LGA) in de Australische deelstaat Zuid-Australië.